# UEFA Europa League 2018-2019 (turno preliminare)
Questa pagina riporta i risultati delle partite del turno preliminare delle qualificazioni alla UEFA Europa League 2018-2019.

## Sorteggio
| Teste di serie                                                                   | Non teste di serie                                                          |
| -------------------------------------------------------------------------------- | --------------------------------------------------------------------------- |
| Birkirkara Trakai Europa FC B36 Torshavn Folgore Falciano Bala Town Gzira United | Cefn Druids Sant Julia KI Klaksvik St Joseph's Engordany Pristina Tre Fiori |

## Andata
| Arbitro: | Denys Shurman |

|  |           |                              |
|  | Marcatori | 20’ (rig.) Samb 87’ Jorginho |

| Arbitro: | João Capela |

|                    |           |              |
| Carreño 45’ (rig.) | Marcatori | 50’ Korenica |

| Arbitro: | Besfort Kasumi |

|            |           |              |
| Mifsud 72’ | Marcatori | 88’ Pavlović |

| Arbitro: | Christopher Jaeger |

|            |           |                |
| Davies 48’ | Marcatori | 86’ Kazlauskas |

| Arbitro: | Jari Järvinen |

|                       |           |                 |
| Cieślewicz 33’ (rig.) | Marcatori | 41’ (rig.) Boro |

| Arbitro: | Kári Jóannesarson Á Høvdanum |

|                     |           |              |
| Cellay 39’ Ruiz 86’ | Marcatori | 72’ Semeraro |

| Arbitro: | Stanislav Todorov |

|                                           |           |  |
| Miley 7’ (aut.) Pracucci 18’ Vassallo 37’ | Marcatori |  |

## Ritorno
| Arbitro: | Christophe Pires |

|                                 |                      |                                 |
| Otero 88’                       | Marcatori            | 14’ (rig.) Cieślewicz           |
| Duarte Muñoz Martinez Fernández | Tiri di rigore 2 – 4 | Jacobsen Mellemgaard Olsen Færø |

| Arbitro: | Dejan Jakimovski |

|                          |           |  |
| Biljaletdinov 29’ (rig.) | Marcatori |  |

| Arbitro: | Juxhin Xhaja |

|                              |           |            |
| Samb 65’ (rig.) Bilbao 90+2’ | Marcatori | 62’ Mendez |

| Arbitro: | Ioannis Papadopoulos |

|                                                    |           |  |
| Dallku 9’, 35’ Mankenda 13’ Januzi 59’ Pefqeli 86’ | Marcatori |  |

| Arbitro: | Kristoffer Hagenes |

|           |           |  |
| Burke 77’ | Marcatori |  |

| Arbitro: | Kristoffer Karlsson |

|                               |           |                |
| Pavlović 45+2’ Klettskarð 59’ | Marcatori | 90’ Marcelinho |

| Arbitro: | Zbynek Proske |

|           |           |                      |
| Sacco 86’ | Marcatori | 90+6’ (aut.) Sartori |

## Tabella riassuntiva
| Squadra 1    | Totale          | Squadra 2   | Andata | Ritorno     |
| ------------ | --------------- | ----------- | ------ | ----------- |
| Europa FC    | 1 - 6           | Prishtina   | 1 - 1  | 0 - 5       |
| Sant Julià   | 1 - 4           | Gżira Utd   | 0 - 2  | 1 - 2       |
| Engordany    | 3 - 2           | Folgore     | 2 - 1  | 1 - 1       |
| B36 Tórshavn | 2 - 2 (4-2 dcr) | St Joseph's | 1 - 1  | 1 - 1 (dts) |
| Birkirkara   | 2 - 3           | KÍ Klaksvík | 1 - 1  | 1 - 2       |
| Tre Fiori    | 3 - 1           | Bala Town   | 3 - 0  | 0 - 1       |
| Cefn Druids  | 1 - 2           | Trakai      | 1 - 1  | 0 - 1       |